# Aguilares (El Salvador)
Aguilares ist eine Stadt im Departamento San Salvador in El Salvador, die etwa 33 Kilometer entfernt von der Hauptstadt San Salvador liegt. Die Stadt hat nach einer Volkszählung aus dem Jahr 2007 19.134 Einwohner.

## Lage und Gliederung
Das Stadtgebiet wird im Norden von der Gemeinde El Paisnal und dem Rio Lempa, im Osten von der Gemeinde Suchitoto im Departamento Cuscatlan, im Süden von den Gemeinden Nejapa und Guazapa und im Westen von der Gemeinde Quezaltepeque im Departamento La Libertat eingegrenzt.
Die Stadt ist in fünf Verwaltungsgebiete gegliedert: Florida, Las Tunas, Pinalitos, Pishishapa und Los Mango.

## Name
Aguilares wurde nach den Geschwistern Nicolás, Vicente und Manuel Aguilar benannt, die eine führende Rolle in der Unabhängigkeitsbewegung in El Salvador gespielt haben.